# George Crumb
George Crumb (octubre de 1929, Charleston, Virgínia de l'Oest) va ser un compositor estatunidenc conegut en l'àmbit de la música d'avantguarda. Fou reconegut per la seva inusual explotació dels paràmetres tímbrics. També ha cultivat formes de notació alternatives i tècniques instrumentals i vocals ampliades. Alguns exemples inclouen l'efecte de gavina per a violoncel (en Vox Balaenae), el vibrato metàl·lic per a piano (Five Pieces for Piano) i l'ús d'una maça per a tocar les cordes d'un contrabaix (Madrigals, Book I), entre d'altres. No va ser un compositor de música electrònica; no obstant això, molts dels seus treballs requereixen l'amplificació dels instruments, com és el cas de Black Angels (quartet de cordes) o Ancient Voices of Children (conjunt mixt). Crumb concebia la música com un sistema de proporcions al servei de l'impuls espiritual.

## Biografia
George Crumb va començar a compondre de ben jove. Va realitzar els seus primers estudis musicals a la Mason College of Music de Charleston, on va rebre la llicenciatura el 1950. Va obtenir el seu mestratge a la Universitat d'Illinois at Urbana-Champaign. Posteriorment estudià a Berlín durant un breu període, abans de tornar als Estats Units per estudiar a la Universitat de Michigan, on va rebre el D.M.A (Doctor of Musical Arts – Doctor en les arts musicals) el 1959.
Crumb es va guanyar la vida principalment com a professor. La seva primera feina com a professor va ser en una petita Universitat de Virgínia, tot just abans de convertir-se en professor de piano i composició en la Universitat de Colorado el 1958. El 1965, va començar una llarga relació amb la Universitat de Pennsilvània, esdevenint “Professor Annenberg” en Humanitats el 1983. Alguns dels seus estudiants o deixebles més destacats són: Margaret Brower, Uri Caine, Christopher Rouse, Osvaldo Golijov, Jennifer Higdon, Cynthia Cozette Lee, Yen Lu, James Primosch, Ricardo Zohn-Muldoon, Ofer Ben-Amots, Morris Rosenzweig, Andrew Frank, Gerald Levinson i Melinda Wagner.
Crumb es va retirar de la docència en 1997, encara que a principis del 2002 va ser nomenat juntament amb David Burge, en una residència comuna, en la Universitat Estatal d'Arizona.
Crumb va ser guardonat amb nombrosos premis, incloent-hi el Premi Pulitzer de Música el 1968 per la seva peça orquestral Echoes of Time and the River (“Ecos del Temps i el Riu”), i el Premi Grammy a la millor composició contemporània el 2000 per la seva peça Starchild (“Nen estrella”).
El fill de Crumb, David Crumb, és un exitós compositor i, des de 1997, professor ajudant a la Universitat d'Oregon. La filla de George Crumb, Ann Crumb, va ser una exitosa actriu i cantant. Va gravar la seva obra Three Early Songs (“Tres cançons Antigues”) per al CD Geoge Crumb 70th Birthday Album (“Àlbum del 70 aniversari de George Crumb”) el 1999, i també ha interpretat la seva obra Into the Hills (“Cap a les muntanyes”) el 2001.

## La música de Crumb
A partir d'una influència inicial de la música d'Anton Webern, Crumb es va interessar a explorar en el camp tímbric. De vegades demana que els instruments siguin tocats de maneres no convencionals i moltes de les seves peces, tot i estar escrites per a conjunts de música de cambra comuns i corrents, requereixen amplificació electrònica.
Durant els anys 60 i 70, la música de Crumb va omplir una veta per a audiències més sofisticades tot i que encara conservadores. La seva música encaixava entre el neoclassicisme, que era percebut com a passat de moda, i la més radical música d'avanguarda. En aquest període, Crumb va compartir amb nombrosos compositors joves, que es consideraven sota el para-sol de la “nova accessibilitat”, un desig d'aconseguir audiències alineades. En peces com Ancient Voices of Children (“Antigues veus infantils”), de 1970, Crumb va voler introduir-hi el ritual teatral, utilitzant màscares evocatives, vestuaris i sonoritats. En altres treballs va demanar als intèrprets que sortissin i entressin a escena durant la peça, i ha utilitzat també disposicions inusuals de notació musical en diverses de les seves partitures. En algunes peces, la música està simbòlicament disposada en forma de circular o d'espiral.
Alguns dels treballs de Crumb, incloent-hi els quatre llibres de madrigals que va escriure a finals dels anys 60 i Ancient Voices of Children, un cicle de cançons de 1970 per a dos cantants i un conjunt instrumental petit –que inclou un piano de joguina-, són marc de textos de Federico García Lorca. Molts dels seus treballs vocals van ser escrits per al virtuós cantant mezzo-soprano Jan DeGaetani.
Black Angels (“Àngels Negres”) del 1970 és una altra peça que exhibeix l'interès de Crumb per explorar una àmplia gamma de timbres. La peça està escrita per a quartet de cordes elèctric i requereix que els intèrprets toquin diferents instruments de percussió i també petits cubilets, així com que toquin els seus instruments tan de manera convencional com no convencional. És una de les peces més conegudes i ha sigut gravada per diferents grups, incloent-hi el Kronos Quartet.
Un altre dels treballs més coneguts de Crumb són els quatre llibres de Makrokosmos. Els primers dos llibres (1972-1973), només per a piano, fan ús extensiu de tècniques de corda de piano; el tercer, conegut com a Music for a Summer Evening (“Música per a una nit d'estiu”) el 1974, és per a dos pianos i percussió; el quart, Celestial Mechanics (“Mecàniques celestial”) del 1979, va ser escrit per a piano a quatre mans. El títol Makrokosmos fa referència a Mikrokosmos, els sis llibres de peces per a piano de Béla Bartók; com el treball de Bartók, Makrokosmos és una sèrie de peces de caràcter curt. A més de Bartók, Claude Debussy és l'altre compositor de qui Crumb ha reconegut la influència en aquesta obra; els Preludis de Debussy comprenen dos llibres de dotze peces de caràcter, els títols de les quals apareixen al final. Els primers dos llibres del Makrokosmos de Crumb per a piano sol contenen dotze peces, cada una amb la seva dedicatòria al final (les inicials d'un amic, encara que irònicament també es dedica una peça a ell mateix). En alguns moments cal que el pianista canti, cridi, xiuli, xiuxiuegi i gemegui, així com que toqui l'instrument tan de forma convencional com no convencional. Makrokosmos va ser estrenada per David Burge, qui després va gravar el treball.
Durant els anys 90, la producció musical de Crumb va ser menys prolífica, però des del 2000 ha escrit diferents treballs subtitulats American Songbook. Cadascun d'aquests treballs és una col·lecció d'arranjaments d'himnes americans, cançons espirituals i populars; Crumb originalment planejava produir quatre d'aquests volums, però de fet va continuar produint col·leccions addicionals després d'haver escrit el quart (The Winds of Destiny). Va completar el sèptim volum de la sèrie (Voices from the Heartland) el 2010. Generalment, aquestes col·leccions es conserven i es toquen. El paper de la percussió requereix un ampli rang de tècniques musicals i sons exòtics. En les seves més recents composicions, que porten el subtítol Spanish Songbook, Crumb retorna als paisatges de Lorca.
Els treballs de Crumb han estat publicats per la C.C. Peters Corporation. Gravacions de la música de Crumb han aparegut sota molts segells, incloent-hi LP emesos per Nonesuch Records durant els anys 70. Més recentment, Bridge Records, Inc. ha tret al mercat una sèrie de CD's, la Complete Crumb Edition (“Edició completa de Crumb”).

## Treballs

### Orquestrals
- Gethsemane [Getsemaní] (1947), per a petita orquestra
- Diptych [Díptic] (1955)
- Variazioni [Variacions] (1959), per a gran orquestra
- Echoes of Time and the River [Ecos del Temps i el Riu] (Echoes II) (1967)
- A Haunted Landscape [Un Paisatge Encantat] (1984)

### Vocal/coral orquestral
- Star-Child [Niño Estrella] by George Crumb (1977, revisada el 1979), per a soprano, veus infantils antifonals, cor masculí parlat, campaners, i gran orquestra.

### De cambra/instrumental
- Two Duos [Dos Duets] (1944?), per a flauta i clarinet
- Four Pieces [Quatre Peces] (1945), per a violí i piano
- Violin Sonata [Sonata per a Violí] (1949)
- String Trio [Trio de Corda] (1952)
- Three Pastoral Pieces [Tres Peces Pastorals] (1952), per a oboè i piano
- Viola Sonata [Sonata per a Viola] (1953)
- String Quartet [Quartet de Cordes] (1954)
- Sonata for Solo Cello [Sonata per a Solo de Celo], (1955)
- Four Nocturnes [Quatre Nocturns] (Night Music II) (1964), per a violí i piano
- Eleven Echoes of Autumn, [Once Ecos de Otoño] 1965 (Echoes I) (1966), per a violí, flauta alta, clarinet i piano.
- Black Angels [Ángeles Negros] (Images I) (1970), per a quartet de cordes elèctriques.
- Vox Balaenae (Voice of the Whale [Voz de la Ballena]) (1971), per a flauta elèctrica, violoncel elèctric i piano amplificat
- Music for a Summer Evening [Música per a una Nit d'Estiu] (Makrokosmos III) (1974), per a dos pianos amplificats i percussió (dos intèrprets).
- Dream Sequence [Seqüència de Son] (Images II) (1976), per a violí, violoncel, piano, percussió (un intèrpret), i harmònica de vidre fora d'escena (dos intèrprets)
- Pastoral Drone [Bordó Pastoril] (1982), per a orgue
- An Idyll for the Misbegotten [Un idil·lii per als forassenyats] (Images III) (1986), per a flauta amplificada i percussió (tres intèrprets)
- Easter Dawning [Albada de Pasqua] (1991), per a carilló
- Quest [Creuada] (1994), per a guitarra, saxòfon soprano, arpa, contrabaix i percussió (dos intèrprets)
- Mundus Canis (A Dog's World [Món caní]) (1998), per a guitarra i percussió

### Piano
- Piano Sonata [Sonata per a Piano] (1945)
- Prelude and Toccata [Preludi i Tocata] (1951)
- Five Pieces [Cinc Peces] (1962)
- Makrokosmos, Volume I (1972), per a piano amplificat
- Makrokosmos, Volume II (1973), per a piano amplificat
- Celestial Mechanics [Mecànica Celestial (Makrokosmos IV) (1979), per a piano amplificador (a quatre mans)
- A Little Suite for Christmas [Una Petita Suite per a Nadal], A.D. 1979 (1980)
- Gnomic Variations [Variaciones Gnomicas] (1981)
- Processional [Procesional] (1983)
- Zeitgeist [Espíritu del Tiempo] (Tableaux Vivants [Quadres Vius]) (1988), per a dos pianos amplificats
- Eine Kleine Mitternachtmusik (A Little Midnight Music [Un Poc de Música de Mitjanit]) (2001)
- Otherworldly Resonances [Ressonàncies d'altres Móns] (2003), per a dos pianos

### Vocal
- Four Songs [Quatre Cançons] (1945?), per a veu, clarinet i piano
- Seven Songs [Set Cançons] (1946), per a veu i piano
- Three Early Songs [Tres Cançons Antigues] (1947), per a veu i piano
- A Cycle of Greek Lyrics (1950?), per a veu i piano
- Night Music I [Música Nocturna I] (1963, revisió de 1976), per a soprano, piano/celesta, i dos percussionistes
- Madrigals, Book I [Madrigales, Libro I] (1965), per a soprano, vibràfon, i contrabaix
- Madrigals, Book II [Madrigales, Libro II] (1965), per a soprano, flauta/flauta alto/picolo, i percussió
- Songs, Drones, and Refrains of Death [Cançons, Bodons i Refranys de Mort (1968), per a baríton, guitarra elèctrica, contrabaix elèctric, piano amplificat/clavicèmbal elèctric, i dos percussionistes
- Night of the Four Moons [Nit de les Quatre Llunes] (1969), per a contralt, flauta alto/piccolo, banjo, violoncel elèctric, i percussió
- Madrigals, Book III [Madrigales, Libro III] (1969), per a soprano, arpa, i percussió
- Madrigals, Book IV [Madrigales, Libro IV] (1969), per a soprano, flauta/flauta alto /picolo, arpa, baix doble, i percussió
- Ancient Voices of Children [Antigues Veus Infantils] (1970), per a mezzo-soprano, nen soprano, oboè, mandolina, arpa, piano amplificat (i piano de joguet), i percussió (tres intèrprets)
- Lux Aeterna [Llum Eterna] (1971) per a soprano, flauta baixa/flauta dolça, cítara, i percussió (dos intèrprets)
- Apparition [Aparició] (1979), per a soprano i piano amplificat
- The Sleeper [El Dorment] (1984), per a soprano i piano
- Federico's Little Songs for Children [Les Petites Cançons Infantils de Federico] (1986), per a soprano, flauta/picolo/flauta alto/flauta baix, i arpa
- American Songbook I: The River of Life [Cançoner Americà I: El Riu de la Vida] (2003), per a soprano, quartet de percussió i piano
- American Songbook II: A Journey Beyond Time [Cançoner Americà II: Un Viatge Més enllà del Temps] (2003), per a soprano, quartet de percussió i piano
- American Songbook III: Unto the Hills [Cançoner Americà III: Cap a les Serralades] (2001), per a soprano, quartet de percussió i piano
- American Songbook IV: Winds of Destiny [Cançoner Americà IV: Vents del Destí] (2004), per a soprano, quartet de percussió i piano
- American Songbook V: Voices from a Forgotten World [Cançoner Americà V: Veus des d'un Món Oblidat:] (2007), per a soprano, baríton, quartet de percussió i piano
- American Songbook VI: Voices from the Morning of the Earth [Cançoner Americà VI: Veus des del Matí de la Terra](2008), per a soprano, baríton, quartet de percussió i piano
- Spanish Songbook I: The Ghosts of Alhambra [Cançoner Espanyol I: Els Fantasmes de l'Alhambra] (2008), per a baríton, guitarra i percussió
- Spanish Songbook II: Sun and Shadow [Cançoner Espanyol II: Sol i Ombra] (2009), per a veu femenina i piano amplificat
- American Songbook VII: Voices from the Heartland [Cançoner Americà VII: Veus des de la Terra-Cor] (2010), per a soprano, baríton, quartet de percussió i piano
- Spanish Songbook III: The Yellow Moon of Andalusia [Cançoner Espanyol III: La Lluna Groga d'Andalusia], per a mezzo-soprano i piano amplificat

### Coral
- Alleluja [Al·leluia] (1948), per a cor sense acompanyament

## Filmografia
- George Crumb: The Voice of the Whale [La Veu de la Balena] (1976). Dirigida i produïda per Robert Mugge. Entrevista per Richard Wernick. New York, New York: Rhapsody Films (llançament 1988).
- Bad Dog!: A Portrait of George Crumb [Gos Dolent!: Un Retrat de George Crumb (2009). Dirigida per David Starobin. Entrevistes amb el compositor i interpretacions de Apparition, Three Early Songs i Eine Kleine Mitternachtmusik. Llançament en DVD per Bridge Records (BRIDGE 9312).